# Liste von Persönlichkeiten in Kursachsen
Die Liste der Persönlichkeiten in Kursachsen beziehungsweise Kurfürstentum Sachsen enthält alle Menschen die im Bestehenszeitraum des Kurfürstentums von 1356 bis 1806 auf dem Territorium nachhaltige Entwicklungen hervorgebracht oder beeinflusst haben. Das persönliche Wirken bezieht sich auf den Kunst- und Kulturbereich, die Politik und Verwaltung, das Militärwesen, Wirtschaft und Forschung.

## Renaissance
Um 1500 begann europaweit ein kultureller Expansionsschub der die Gesellschaft nachhaltig differenzierte. Neue Formen in Architektur, Musik, Kunst, Handwerk, Mode veränderte die europäische Kulturlandschaft. Dadurch wurden neue Institutionen durch die Fürstenhöfe im Heiligen Römischen Reich geschaffen, die wiederum personell besetzt werden mussten. Das sächsische Kurhaus war für die Entfaltung der Bau- und Bildkunst und die Einführung der Renaissance in Sachsen von eingreifender Bedeutung. Trotz der reformatorischen Veränderungen zeigten die sächsischen Fürsten einen nachhaltigen Eifer in der Förderung des Kunstsinns, der Pflege der Wissenschaft und der Erneuerung des religiösen Lebens. Der sächsische Hochadel war prägender bei der Entfaltung des sächsischen Kulturlebens gewesen als die bürgerlichen Aktivitäten, die dennoch namentlich in Leipzig stark wirkten.

### Künstler
| Name                      | Bild | Lebensdaten                                                                            | Wirken |
| ------------------------- | ---- | -------------------------------------------------------------------------------------- | --- |
| Mattheus Le Maistre       |      | * um 1505 vielleicht in Roclenge-sur-Geer im Hochstift Lüttich; † März 1577 in Dresden | Mattheus war ein franko-flämischer Komponist und Kapellmeister der Renaissance mit Wirkstätte in Dresden. |
| Antonio Scandello         |      | * 17. Januar 1517 in Bergamo; † 18. Januar 1580 in Dresden                             | Scandello war ein italienischer Komponist und Dresdner Hofkapellmeister.                                  |
| Benedetto Tola            |      | * 1525 in Brescia/Italien; † 1572                                                      | Tola war ein Maler, der aus einer italienischen Künstlerfamilie stammte und auch in Dresden tätig war.    |
| Gabriel Tola              |      |                                                                                        | |
| Quirino Tola              |      |                                                                                        | |
| Giovanni Maria Nosseni    |      |                                                                                        | |
| Lucas Cranach der Ältere  |      |                                                                                        | |
| Lucas Cranach der Jüngere |      |                                                                                        | |

### Baumeister
| Name                     | Bild | Lebensdaten                                             | Wirken |
| ------------------------ | ---- | ------------------------------------------------------- | --- |
| Caspar Vogt von Wierandt |      | * um 1500; † 22. Dezember 1560 in Dresden               | Wierandt war ein Dresdner Festungsbaumeister |
| Hans von Dehn-Rothfelser |      | * 1500 in Wittenberg (?); † 13. Juni 1561 in Dresden    | Er war ein sächsischer Hofbeamter und Bauintendant der Renaissance. |
| Paul Buchner             |      | * Juni 1531 in Nürnberg; † 13. November 1607 in Dresden | Er wirkte seit 1558 in Dresden und arbeitete mit Caspar Voigt von Wierandt zusammen, einem erfahrenen Architekten und Oberzeugmeister. 1575 wurde Buchner selbst zum Oberzeugmeister berufen. Ab 1567 führte er die Oberaufsicht über den Ausbau der Dresdner Befestigungsanlagen. |
| Rochus zu Lynar          |      |                                                         | |
| Hans Irmisch             |      |                                                         | |
| Hieronymus Lotter        |      |                                                         | |

### Wissenschaftler
| Name               | Bild | Lebensdaten    | Wirken |
| ------------------ | ---- | -------------- | ------ |
| Adam Ries          |      | 1492/1493–1559 |        |
| Stephan Roth       |      | 1492–1546      |        |
| Georgius Agricola  |      | 1494–1555      |        |
| Leonhard Natter    |      |                |        |
| Georg Fabricius    |      | 1516–1571      |        |
| Abraham Ries       |      | 1533–1604      |        |
| Isaak Ries         |      | 1537–1601      |        |
| Paul Luther        |      | 1533–1593      |        |
| Petrus Albinus     |      | 1543–1598      |        |
| Matthäus Dresser   |      | 1536–1607      |        |
| Georg Cracow       |      | 1525–1575      |        |
| Matthias Wesenbeck |      | 1531–1586      |        |
| Caspar Peucer      |      | 1525–1602      |        |

### Theologen und Reformatoren
| Name                | Bild | Lebensdaten | Wirken |
| ------------------- | ---- | ----------- | ------ |
| Martin Luther       |      |             |        |
| Philipp Melanchton  |      |             |        |
| Justus Jonas        |      |             |        |
| Johannes Bugenhagen |      |             |        |
| Georg Major         |      |             |        |
| Johann Tetzel       |      |             |        |
| Katharina von Bora  |      |             |        |
| Thomas Müntzer      |      |             |        |

### Staatsmänner
- Melchior von Ossa

## Barock
Durch das vorangegangene  Zeitalter der Renaissance gab es bereits einen ausgeprägten Grundstock im Kunst-, Kultur-, Handwerks- und Architekturbereich in Sachsen. Diese Entwicklungen wurden auch im Barock weitergeführt und maßgeblich vom sächsischen Kurhaus mitgeprägt. Das kulturelle Angebot vertiefte sich und eine größer werdende kulturelle und künstlerische tätige Schicht prägte und gestaltete Sachsen im Barockzeitalter.

### Baumeister
| Name                    | Bild | Lebensdaten                                                   | Wirken |
| ----------------------- | ---- | ------------------------------------------------------------- | --- |
| Ezechiel Eckhardt       |      | * 24. Februar 1595 (getauft) in Freiberg; † nach 1673         | Eckhardt war ein sächsischer Landbaumeister und Steinmetzmeister.                                                                                |
| Wolf Caspar von Klengel |      | * 8. Juni 1630 in Dresden; † 10. Januar 1691 ebenda           | Klengel war sächsischer Oberlandbaumeister |
| Johann Oswald Harms     |      | getauft 30. April 1643 in Hamburg; † 1708 in Braunschweig     | Harms war 1677 als Bühnenbildner an den Dresdner Hof gewechselt. Dort schuf er bis 1682 die Fresken der Schlossfassade und entwarf Szenenbilder. |
| Johann Georg Starcke    |      | * 1630 in Magdeburg oder Pirna; † 5. Dezember 1695 in Dresden | Starcke war ein sächsischer Baumeister. |

### Musiker
| Name                     | Bild | Lebensdaten                                                                                                 | Wirken |
| ------------------------ | ---- | --- | --- |
| Heinrich Schütz          |      | * 8. Oktoberjul. / 18. Oktober 1585greg. in Köstritz; † 6. Novemberjul. / 16. November 1672greg. in Dresden | Schütz war ein deutscher Komponist des Frühbarock und Kapellmeister in Dresden. |
| Giovanni Andrea Bontempi |      | * um 1624 in Perugia; † 1. Juli 1705 in Brufa bei Perugia                                                   | war ein italienischer Sänger (Kastrat), Musikschriftsteller und Komponist und wirkte seit 1650 in Dresden.                                                                          |
| Vincenzo Albrici         |      | * 26. Juni 1631 in Rom; † 6. Juni oder 8. August 1696 oder 1682 in Prag                                     | Albrici war ein italienischer Komponist, Organist und Kapellmeister und wirkte ab 1659 am Dresdner Hof.                                                                             |
| Marco Giuseppe Peranda   |      | * um 1625 in Macerata; † 12. Januar 1675 in Dresden                                                         | Er gilt neben Vincenzo Albrici als einer der maßgeblichen italienischen Meister in Deutschland in der Zeit des Barock. Ab 1651 wirkte Perenda als Altist in der Hofkapelle Dresden. |

### Literaten
| Name                          | Bild | Lebensdaten                                                                              | Wirken |
| ----------------------------- | ---- | ---------------------------------------------------------------------------------------- | --- |
| Gabriel Tzschimmer            |      | * 28. Juni 1629 in Dresden; † 25. November 1694 in Dresden                               | Als Chronist und Schriftsteller verfasste Tzschimmer eine Reihe historischer Darstellungen zur Geschichte seiner Heimatstadt Dresden.                                           |
| Christoph Bulaeus             |      | * 4. November 1602 in Kötzschenbroda; † 8. September 1677 in Dresden                     | Bulaeus war ein deutscher lutherischer Pfarrer, Theologe und Politologe. |
| Martin Geier                  |      | * 24. April 1614 in Leipzig; † 12. September 1680 in Freiberg                            | Geier war ein deutscher lutherischer Theologe und Literat und publizierte eine große Menge an Werken.                                                                           |
| David Schirmer                |      | * 29. Mai 1623 in Pappendorf; beigesetzt 12. August 1686 in Dresden                      | Ab 1649 wirkte er als Hofdichter in Dresden |
| Constantin Christian Dedekind |      | * 2. April 1628 in Reinsdorf, Anhalt-Köthen; † vor dem 2. September 1715 in Dresden      | Dedekind war ein deutscher Dichter und Komponist der Barockzeit. |
| Christian Weise               |      | * 30. April 1642 in Zittau; † 21. Oktober 1708 ebenda                                    | Weise war ein deutscher Schriftsteller, Dramatiker und Pädagoge. |
| Gottfried Heinrich Zenker     |      | 1653–1685                                                                                | evangelisch-lutherischer Pfarrer in Sachsen |
| Christian Brehme              |      | * 26. April 1613 in Leipzig; † 10. September 1667 in Dresden                             | Brehme war ein deutscher Dichter, kurfürstlicher Beamter, Bibliothekar und Bürgermeister in Dresden.                                                                            |
| Martin Opitz                  |      | * 23. Dezember 1597 in Bunzlau, Herzogtum Schweidnitz-Jauer; † 20. August 1639 in Danzig | Opitz war der Begründer der Schlesischen Dichterschule, deutscher Dichter und ein bedeutender Theoretiker des Barock.                                                           |
| Paul Fleming                  |      | * 5. Oktober 1609 in Hartenstein (Sachsen); † 2. April 1640 in Hamburg                   | Fleming war ein deutscher Arzt und Schriftsteller. Er gilt als einer der bedeutendsten Lyriker des deutschen Barock.                                                            |
| Gottfried Finckelthaus        |      |                                                                                          | Sächsischer Lyriker und Liederdichter. Sein Werk besteht vornehmlich aus weltlichen und geistlichen Liedern, die sich großer Popularität erfreuten und viele Auflagen erlebten. |
| David Schimmel                |      |                                                                                          | |
| Johann Georg Schoch           |      |                                                                                          | Schoch war ein sächsischer Literat und Lyriker. Schoch hinterließ vor allem eine bedeutende Sammlung barocker Lyrik, darunter 100 Lieder, 200 Sonette und 400 Epigramme.        |

### Malerei
| Name                       | Bild | Lebensdaten                                                                                          | Wirken |
| -------------------------- | ---- | --- | --- |
| Albert Eckhout             |      | * um 1607 in Groningen; † Ende 1665 oder Anfang 1666 in Groningen                                    | Eckhout war ein niederländischer Maler von Porträts und Stillleben und Hofmaler in Dresden                                       |
| Christoph Pauditz          |      | * 1630 in Niedersachsen; † 1666 in Freising, Bayern                                                  | Malte auf einer Station in Dresden (1659–1660)                                                                                   |
| Christian Schiebling       |      | * 1603; † 1663                                                                                       | Schiebling war ein kursächsischer Maler                                                                                          |
| Johann Fink                |      | * 20. April 1628 in Freiberg oder Graslitz/Böhmen (tschech. Kraslice) † 10. Dezember 1675 in Dresden | 1659 wurde Fink kurfürstlicher Hofmaler und 1663 anstelle von Christian Schiebling zum „Contrafactur- und Oberhofmaler“ ernannt. |
| Samuel Bottschild          |      | * 2. August 1641 in Sangerhausen; † 29. Mai 1707 in Dresden                                          | Bottschild war Dresdner Maler, der vor allem wegen seiner Wand- und Deckenmalerei bekannt ist.                                   |
| Heinrich Christoph Fehling |      | * 23. April 1654 in Sangerhausen; † Mitte November 1725 in Dresden                                   | Fehling war ein deutscher Hofmaler am Hofe Augusts des Starken in Dresden.                                                       |
| Johann Heinrich am Ende    |      | * 24. August 1645 in Pirna; † 25. April 1695 in Leipzig                                              | Heinrich war ein deutscher Maler, der hauptsächlich in Dresden und Leipzig tätig war.                                            |

### Kunsthandwerker
| Name                       | Bild | Lebensdaten                                                           | Wirken |
| -------------------------- | ---- | --------------------------------------------------------------------- | --- |
| Johann Melchior Dinglinger |      | * 26. Dezember 1664 in Biberach an der Riß; † 6. März 1731 in Dresden | Kam 1693 nach Dresden und wirkte in der Goldschmiedekunst                                                                       |
| Johann Jacob Irminger      |      | * 1635 (?) Zürich, † 1724 Grimma.                                     | Goldschmied in Dresden, Christian Gottlob, Hofsilberarbeiter, Meister 1719, arbeitete für den Silberschatz Augusts des Starken. |

### Unternehmer
| Name              | Bild | Lebensdaten                                            | Wirken |
| ----------------- | ---- | ------------------------------------------------------ | --- |
| Timotheus Ritzsch |      | * 24. Januar 1614 in Leipzig; † 1. Februar 1678 ebenda | war ein Leipziger Buchdrucker und Buchhändler, er gilt als Herausgeber und Drucker der ersten Tageszeitung, der Einkommenden Zeitungen. |

## Frühaufklärung
Im ausgehenden 17. und in der ersten Hälfte des 18. Jahrhunderts wurden in Kursachsen bemerkenswerte Leistungen auf wissenschaftlichem, geistig-kulturellem und städtebaulichem Gebiet erreicht.

### Wissenschaftler und Philosophen
An den Landesuniversitäten Leipzig und Wittenberg wirkten für ihre Zeit namhafte Gelehrte, die vor allem auf den Gebieten von Medizin und Recht zum Fortschritt der Wissenschaft beitrugen.
| Name                               | Bild | Lebensdaten                                                                            | Wirken |
| ---------------------------------- | ---- | -------------------------------------------------------------------------------------- | --- |
| Ehrenfried Walther von Tschirnhaus |      | * 10. April 1651 in Kieslingswalde; † 11. Oktober 1708 in Dresden                      | Tschirnhaus war ein deutscher Naturforscher (Didaktiker, Mathematiker, Mineraloge, Philosoph, Physiker, Techniker, Vulkanologe) zu Beginn des Zeitalters der Aufklärung. Seine technologischen Innovationen befruchteten die weitere Entwicklung der sächsischen Manufaktur.                            |
| Gottfried Wilhelm Leibniz          |      | * 21. Junijul. / 1. Juli 1646greg. in Leipzig; † 14. November 1716 in Hannover         | Er gilt als der universale Geist seiner Zeit und war einer der bedeutendsten Philosophen des ausgehenden 17. und beginnenden 18. Jahrhunderts sowie einer der wichtigsten Vordenker der Aufklärung. Leibniz wirkte europaweit wuchs aber in Leipzig auf und entwickelt dort seine gelehrten Interessen. |
| Christian Thomasius                |      | geboren am 1. Januar 1655 in Leipzig; gestorben am 23. September 1728 in Halle (Saale) | |
| Adam Friedrich Zürner              |      | * 15. August 1679 in Marieney; † 18. Dezember 1742 in Dresden                          | Zürner war ein deutscher evangelischer Pfarrer und Kartograph. Zürner führte die zweite kursächsische Landesaufnahme zwischen 1713 und 1742 durch |
| Johann Friedrich Böttger           |      | * vermutlich 4. Februar 1682 in Schleiz; † 13. März 1719 in Dresden                    | Böttger war ein deutscher Alchemist, Chemiker und Erfinder. Er war Miterfinder des europäischen Hartporzellans. Er überführte diese Erfindung in den Produktionsprozess und war der Gründungsadministrator der Porzellanmanufaktur Meissen.                                                             |
| Gottfried Pabst von Ohain          |      | getauft 30. März 1656 in Mohorn; † 19. Juli 1729 in Gottfriedsburg                     | von Ohain war ein kursächsischer Oberzehntner und Bergrat. Er gilt zusammen mit Johann Friedrich Böttger und Ehrenfried Walther von Tschirnhaus als Erfinder des Meißner Porzellans. |

### Theologen und Reformatoren
Die geistig-religiöse Erneuerungsbewegung des mitteldeutsch geprägten Pietismus wirkte vor allem in Sachsen.
| Name                           | Bild | Lebensdaten                                                                         | Wirken |
| ------------------------------ | ---- | ----------------------------------------------------------------------------------- | --- |
| Philipp Jakob Spener           |      | * 13. Januar 1635 in Rappoltsweiler, Elsass; † 5. Februar 1705 in Berlin            | Spener war ein deutscher lutherischer Theologe und einer der bekanntesten Vertreter des Pietismus. Daneben war er der bedeutendste Genealoge des 17. Jahrhunderts und der Begründer der wissenschaftlichen Heraldik. Spener wirkte in seiner Dresdner Zeit von 1686–1691 in Sachsen. |
| August Hermann Francke         |      | * 12. Märzjul. / 22. März 1663greg. in Lübeck; † 8. Juni 1727 in Halle an der Saale | Francke war ein deutscher evangelischer Theologe, Pädagoge. Er war einer der Hauptvertreter des halleschen Pietismus und gründete im Jahr 1698 die bis heute bestehenden Franckeschen Stiftungen. Francke hatte seine ersten Wirkungsjahre in Leipzig.                               |
| Nikolaus Ludwig von Zinzendorf |      | * 26. Mai 1700 in Dresden; † 9. Mai 1760 in Herrnhut                                | Zinzendorf war Theologe, Gründer und Bischof der Herrnhuter Brüdergemeine |

### Baumeister
| Name                       | Bild | Lebensdaten                                                        | Wirken |
| -------------------------- | ---- | ------------------------------------------------------------------ | --- |
| Marcus Conrad Dietze       |      | * 17. Mai 1658 in Ulm; † 11. Juli 1704 in Piotrawin/Polen          | Dietze war ein deutscher Architekt und Bildhauer und wirkte am Dresdner Hof. |
| Johann Friedrich Karcher   |      | * 8. September 1650 in Dresden; † 9. Februar 1726 ebenda           | Karcher war ein deutscher Gartengestalter und Baumeister. Karcher war Obergärtner am Dresdner Hof. |
| Matthäus Daniel Pöppelmann |      | * 3. Mai 1662 in Herford; † 17. Januar 1736 in Dresden             | Pöppelmann war ein deutscher Baumeister des Barocks und des Rokokos. Er stand in Diensten von Kurfürst August dem Starken von Sachsen und prägte den Dresdner Barock. Sein berühmtestes Werk ist der Dresdner Zwinger. |
| Johann Christoph Knöffel   |      | * 1686 in Oelsa, Kurfürstentum Sachsen; † 10. März 1752 in Dresden | Knöffel war ein deutscher Architekt und Baumeister. Er gilt als Begründer des Sächsischen Rokoko. |
| Jean de Bodt               |      | * 1670 in Paris; † 3. Januar 1745 in Dresden                       | De Bodt war ein Architekt des klassizistischen Barocks und preußischer und kurfürstlich sächsischer General. |
| Zacharias Longuelune       |      | * 1669 in Paris; † 30. November 1748 in Dresden                    | Longuelune war ein französischer Architekt und Architekturzeichner. Sein Werk ist dem klassizistischen Barock zuzuordnen.                                                                                              |

Weitere Baumeister waren Gaetano Chiaveri.

### Bildende Künstler
Das kulturelle Leben am Dresdner Hof zog viele Künstler an die bald weithin einen namhaften Ruf erlangten.
| Name                       | Bild | Lebensdaten                                                               | Wirken                                                                    |
| -------------------------- | ---- | ------------------------------------------------------------------------- | ------------------------------------------------------------------------- |
| Balthasar Permoser         |      | * 13. August 1651 in Kammer bei Traunstein; † 20. Februar 1732 in Dresden | Permoser war einer der bedeutendsten Bildhauer des Barocks.               |
| Georg Friedrich Dinglinger |      | * 17. März 1666 in Biberach an der Riß; † 24. Dezember 1720 in Dresden    | Dinglinger war ein deutscher Kunstmaler und Emailleur am Hof von Dresden. |
| Johann Benjamin Thomae     |      | * 23. Januar 1682 in Pesterwitz; † 8. März 1751 in Dresden                | Thomae war ein Dresdner Kunsttischler und Hofbildhauer am Dresdner Hof.   |
| Johann Jacob Irminger      |      | * 1635 (?) Zürich, † 1724 Grimma                                          | Goldschmied, Modellformer der Meißner Porzellanmanufaktur                 |

### Musiker
Die Musik mit der besonderen Pflege der italienischen Oper und des Balletts erlebte durch die Hofkapelle, in der zunehmend befähigte und begabte Musiker angestellt wurden, eine erneute Blütezeit. Zwischen 1733 und 1763 erreichte die spätbarocke Musikentwicklung ihren Höhe- und Schlusspunkt.
| Name                  | Bild | Lebensdaten                                                                      | Wirken |
| --------------------- | ---- | -------------------------------------------------------------------------------- | --- |
| Jan Dismas Zelenka    |      | * getauft 16. Oktober 1679 in Launiowitz, Böhmen; † 23. Dezember 1745 in Dresden | Zelenka war ein böhmischer Barockkomponist und Hofkomponist in Dresden. |
| Johann Adolph Hasse   |      | getauft 25. März 1699 in Bergedorf; † 16. Dezember 1783 in Venedig               | Hasse war ein einflussreicher deutscher Komponist des Spätbarock. Hasse war Hofkapellmeister in Dresden |
| Faustina Hasse        |      | * 30. März 1697 in Venedig; † 4. November 1781 in Venedig                        | Faustina Hasse war eine italienische Opernsängerin (Mezzosopran). Sie war Primadonna an der Dresdner Hofoper                                                                                                 |
| Johann Sebastian Bach |      | * 21. Märzjul. / 31. März 1685greg. in Eisenach; † 28. Juli 1750 in Leipzig      | Bach war ein deutscher Komponist, Kantor sowie Orgel- und Cembalovirtuose des Barocks. In seiner Hauptschaffensperiode war er Thomaskantor zu Leipzig.                                                       |
| Gottfried Silbermann  |      | * 14. Januar 1683 in Kleinbobritzsch; † 4. August 1753 in Dresden                | Silbermann gilt als der bedeutendste mitteldeutsche Orgelbauer der Barockzeit. Seine Instrumente nahmen elsässische Einflüsse in den sächsischen Orgelbau auf und waren bereits zu seinen Lebzeiten berühmt. |

Weitere Bedeutende Akteure waren der Hofmusiker Giovanni Alberto Ristori, Johann Georg Pisendel, Nicola Porpora, Johann Georg Schürer, Johann Joachim Quantz.

### Schauspieler und Autoren
| Name                       | Bild | Lebensdaten                                                                              | Wirken |
| -------------------------- | ---- | ---------------------------------------------------------------------------------------- | --- |
| Gotthold Ephraim Lessing   |      | * 22. Januar 1729 in Kamenz, Markgraftum Oberlausitz; † 15. Februar 1781 in Braunschweig | war ein bedeutender Dichter der deutschen Aufklärung. Mit seinen Dramen und seinen theoretischen Schriften, die vor allem dem Toleranzgedanken verpflichtet sind, hat dieser Aufklärer der weiteren Entwicklung des Theaters einen wesentlichen Weg gewiesen und die öffentliche Wirkung von Literatur nachhaltig beeinflusst. Lessing ist der erste deutsche Dramatiker, dessen Werk bis heute ununterbrochen in den Theatern aufgeführt wird. Lessings Ausbildung und künstlerische Erstprägung fand in Meißen, Leipzig und Wittenberg statt. |
| Johann Christoph Gottsched |      | * 2. Februar 1700 in Juditten, Herzogtum Preußen; † 12. Dezember 1766 in Leipzig         | war ein deutscher Schriftsteller, Dramaturg, Sprachforscher und Literaturtheoretiker sowie Professor für Poetik, Logik und Metaphysik an der Universität Leipzig. Er reformierte das deutsche Theater. |
| Friederike Caroline Neuber |      | * 9. März 1697 in Reichenbach im Vogtland; † 30. November 1760 in Laubegast bei Dresden  | Neuber war eine Schauspielerin und Mitbegründerin des regelmäßigen deutschen Schauspiels. Sie gründete in Leipzig ein fest stehendes Theater. |

## Klassizismus
Bedingt durch die kriegerischen Einschnitte des Siebenjährigen Krieges wirkten erst wieder zu Ende der Siebziger- und zu Beginn der 1780er Jahre über die Landesgrenzen hinaus bekannte Gelehrte und Künstler in Sachsen. Die Qualität konnte insgesamt gehalten werden aber die Anzahl der herausragenden Schaffenden in Sachsen reichte nicht mehr an die vorhergehende Epoche heran.
| Name                          | Bild | Lebensdaten                                                                                         | Wirken |
| ----------------------------- | ---- | --------------------------------------------------------------------------------------------------- | --- |
| Johann Christoph Adelung      |      | * 8. August 1732 in Spantekow; † 10. September 1806 in Dresden                                      | Adelung war ein deutscher Bibliothekar, Lexikograph und Germanist, wirkte seit 1765 in Leipzig und ab 1787 Oberbibliothekar in Dresden. |
| Bernardo Bellotto             |      | * 20. Mai 1722, nach anderen Quellen 30. Januar 1721 in Venedig; † 17. Oktober 1780 in Warschau     | Bellotto war ein venezianischer Maler, der für seine realistischen Veduten europäischer Städte, neben italienischen Städten vor allem Dresden, Wien und Warschau, bekannt ist. |
| Christian Ludwig von Hagedorn |      | * 14. Februar 1712 in Hamburg; † 24. Januar 1780 in Dresden                                         | war ein deutscher Kunsttheoretiker und -sammler, außerdem Amateurstecher und Diplomat im sächsischen Dienst. Seine kunsttheoretischen Betrachtungen bereiteten die Ästhetik der Romantik vor. Er war Direktor der Dresdner Kunstakademie und Generaldirektor der Kunstsammlungen und inszenierte jährlich Kunstausstellungen in Dresden. |
| Anton Graff                   |      | * 18. November 1736 in Winterthur, Schweiz; † 22. Juni 1813 in Dresden                              | Der Schweizer Graff war sächsischer Hofmaler des Klassizismus. Mit seiner Bildauffassung war Graff einer der bedeutendsten Porträtmaler seiner Epoche. |
| Adrian Zingg                  |      | * 15. April 1734 in St. Gallen; † 26. Mai 1816 in Leipzig                                           | Zingg war ein schweizerischer Maler, Zeichner, Radierer und Kupferstecher. Er war ein Wegbereiter der neueren Dresdner Landschaftsmalerei. |
| Johann Amadeus Naumann        |      | * 17. April 1741 in Blasewitz; † 23. Oktober 1801 in Dresden                                        | Naumann bestimmte als Hofkapellmeister und Komponist das musikalische Leben in Dresden. |
| Johann Adam Hiller            |      | * 25. Dezember 1728 in Wendisch Ossig, heute Osiek Łużycki, bei Görlitz; † 16. Juni 1804 in Leipzig | Hiller leitete in Leipzig seit 1781 die berühmt gewordenen Gewandhauskonzerte. |
| Friedrich August Krubsacius   |      | * 21. März 1718 in Dresden; † 28. November 1789 ebenda                                              | war kursächs. & kgl. poln. geheim. Registrator in Dresden. Er wurde 1755 sächsischer Hofbaumeister, 1764 Professor für Baukunst an der Kunstakademie Dresden und 1776 Oberlandbaumeister. |
| Karl Friedrich Bahrdt         |      | * 25. August 1740 in Bischofswerda; † 23. April 1792 in Nietleben                                   | Mit dem Wirken des radikalen Volksaufklärers Bahrdt wurde Leipzig ein Zentrum der radikalen Spätaufklärung |
| Degenhard Pott                |      | 1759 bis n. 1804                                                                                    | Leipziger Buchhändler und Schriftsteller, wirkte aufklärerisch und gründete die Deutsche Union mit. |